# Morti nel 1975/Dicembre
| Questa pagina contiene informazioni ricavate automaticamente dalle voci biografiche con l'ausilio del template Bio e di un bot. L'aggiornamento è periodico e automatico e ricostruisce completamente la pagina. Se manca una persona in questa lista, sei pregato di non aggiungerla, ma accertati piuttosto che la sua voce biografica contenga il template Bio e che i dati anagrafici siano correttamente compilati. Se il template Bio manca, inseriscilo tu stesso o, in alternativa, metti l'avviso {{tmp\|Bio}} che ne segnala la mancanza. Se i dati riportati sono sbagliati, correggi direttamente la voce biografica; le modifiche saranno visibili in questa lista entro pochi giorni. Per chiarimenti vedi il progetto biografie. La lista contiene solo le 98 persone che sono citate nell'enciclopedia e per le quali è stato implementato correttamente il template Bio. Pagina aggiornata al 3 mar 2024. |

- 1º dicembre - Cliff Britton, calciatore e allenatore di calcio inglese (n. 1909)
- 1º dicembre - Nellie Fox, giocatore di baseball statunitense (n. 1927)
- 1º dicembre - Ranganathan Francis, hockeista su prato indiano (n. 1920)
- 1º dicembre - Ernesto Maserati, pilota automobilistico, ingegnere e imprenditore italiano (n. 1898)
- 1º dicembre - Alberto Del Monte, filologo e ispanista italiano (n. 1924)
- 2 dicembre - Joseph Brendan Houlihan, missionario e vescovo cattolico irlandese (n. 1911)
- 2 dicembre - E. W. Emo, regista cinematografico austriaco (n. 1898)
- 2 dicembre - Hans Johner, scacchista e compositore di scacchi svizzero (n. 1889)
- 4 dicembre - Hannah Arendt, storica e filosofa tedesca (n. 1906)
- 4 dicembre - Guerrino Tomasoni, ciclista su strada italiano (n. 1918)
- 5 dicembre - Constance McLaughlin Green, storica statunitense (n. 1897)
- 5 dicembre - Carlo Villa, calciatore italiano (n. 1912)
- 6 dicembre - Pierre Bost, scrittore, sceneggiatore e giornalista francese (n. 1901)
- 6 dicembre - Per Collinder, astronomo svedese (n. 1890)
- 6 dicembre - Michel Dujon, sciatore alpino francese (n. 1956)
- 6 dicembre - Franco Pesce, direttore della fotografia e attore italiano (n. 1890)
- 6 dicembre - Giuseppe Trabucchi, politico e avvocato italiano (n. 1904)
- 7 dicembre - Aniceto Del Massa, scrittore e esoterista italiano (n. 1898)
- 7 dicembre - Hardie Albright, attore statunitense (n. 1903)
- 7 dicembre - Beatrix Loughran, pattinatrice artistica su ghiaccio statunitense (n. 1900)
- 7 dicembre - Alberto Molina, allenatore di calcio e calciatore italiano (n. 1921)
- 7 dicembre - Thornton Wilder, drammaturgo e scrittore statunitense (n. 1897)
- 8 dicembre - Peder Andersen Fisker, imprenditore danese (n. 1875)
- 8 dicembre - Theodosius Dobzhansky, genetista e biologo sovietico (n. 1900)
- 8 dicembre - Plínio Salgado, politico, scrittore e teologo brasiliano (n. 1895)
- 8 dicembre - Gary Thain, bassista neozelandese (n. 1948)
- 9 dicembre - Camillo Bellieni, politico e storico italiano (n. 1893)
- 9 dicembre - William A. Wellman, regista statunitense (n. 1896)
- 9 dicembre - Faustino Zugno, politico e funzionario italiano (n. 1914)
- 10 dicembre - Gerardo Bruni, bibliotecario e politico italiano (n. 1896)
- 10 dicembre - Boy Charlton, nuotatore australiano (n. 1907)
- 11 dicembre - Nihal Atsız, attivista, scrittore e poeta turco (n. 1905)
- 11 dicembre - Bruno Bagnoli, ceramista e scultore italiano (n. 1914)
- 11 dicembre - Antonio Mura, poeta e scrittore italiano (n. 1926)
- 11 dicembre - Primitivo Villacampa, calciatore spagnolo (n. 1913)
- 12 dicembre - Aleksej Ermolaev, danzatore e coreografo russo (n. 1910)
- 12 dicembre - Walter Sköld, calciatore svedese (n. 1910)
- 13 dicembre - Cyril Delevanti, attore britannico (n. 1889)
- 13 dicembre - Marie Šedivá, schermitrice cecoslovacca (n. 1908)
- 13 dicembre - Woo Sang-kwon, calciatore sudcoreano (n. 1929)
- 14 dicembre - Mongezi Feza, trombettista, flautista e compositore sudafricano (n. 1945)
- 14 dicembre - Nuccio Fiorda, compositore e direttore d'orchestra italiano (n. 1894)
- 14 dicembre - Rose Pauly, soprano ungherese (n. 1894)
- 14 dicembre - Leandro Sorio, anarchico italiano (n. 1899)
- 14 dicembre - Arthur Treacher, attore britannico (n. 1894)
- 15 dicembre - Anselmo Contu, politico e giurista italiano (n. 1900)
- 15 dicembre - Shigeyoshi Inoue, ammiraglio giapponese (n. 1889)
- 15 dicembre - Émile Pelletier, politico e funzionario francese (n. 1898)
- 16 dicembre - Italo Breviglieri, calciatore italiano (n. 1904)
- 16 dicembre - Kang Sheng, politico cinese (n. 1898)
- 16 dicembre - Silvestro Pisa, allenatore di calcio e calciatore argentino (n. 1916)
- 17 dicembre - Armando Buso, pittore e incisore italiano (n. 1914)
- 17 dicembre - Harold Pearl, illustratore britannico (n. 1914)
- 17 dicembre - György Páros, compositore di scacchi ungherese (n. 1910)
- 17 dicembre - Noble Sissle, compositore, paroliere e cantante statunitense (n. 1889)
- 17 dicembre - Frank Sully, attore statunitense (n. 1908)
- 17 dicembre - Hound Dog Taylor, cantante e chitarrista statunitense (n. 1915)
- 18 dicembre - Omar Benjelloun, attivista, sindacalista e giornalista marocchino (n. 1933)
- 18 dicembre - George Fissler, nuotatore statunitense (n. 1906)
- 18 dicembre - Earle Wheeler, generale statunitense (n. 1908)
- 18 dicembre - Léon de Poncins, giornalista e saggista francese (n. 1897)
- 19 dicembre - Filandro De Collibus, avvocato e politico italiano (n. 1889)
- 19 dicembre - Henk Hordijk, calciatore olandese (n. 1893)
- 19 dicembre - Minoru Kitani, giocatore di go giapponese (n. 1909)
- 19 dicembre - René Maheu, insegnante e funzionario francese (n. 1905)
- 20 dicembre - William Lundigan, attore statunitense (n. 1914)
- 21 dicembre - Jacques Berlioz, zoologo francese (n. 1891)
- 21 dicembre - Rowland V. Lee, regista, sceneggiatore e produttore cinematografico statunitense (n. 1891)
- 21 dicembre - Pasquale Morino, pittore italiano (n. 1904)
- 22 dicembre - Anatolij Vlasov, fisico russo (n. 1908)
- 23 dicembre - Roger Pennès, generale e aviatore francese (n. 1883)
- 24 dicembre - Otto Christian Archibald von Bismarck, diplomatico e politico tedesco (n. 1897)
- 24 dicembre - Bernard Herrmann, compositore e direttore d'orchestra statunitense (n. 1911)
- 24 dicembre - Tilly Losch, ballerina, coreografa e attrice austriaca (n. 1903)
- 24 dicembre - Rosita Pisano, attrice italiana (n. 1919)
- 24 dicembre - Erich Schröder, calciatore tedesco (n. 1898)
- 25 dicembre - Gustavo Conforti, attore italiano (n. 1879)
- 25 dicembre - Giulio De Iuliis, politico italiano (n. 1924)
- 25 dicembre - Gaston Gallimard, editore francese (n. 1881)
- 25 dicembre - Marino Lazzari, letterato italiano (n. 1883)
- 25 dicembre - Iliazd, artista sovietico (n. 1894)
- 26 dicembre - Furio Cicogna, imprenditore, dirigente d'azienda e dirigente sportivo italiano (n. 1891)
- 26 dicembre - Lino Curci, poeta italiano (n. 1912)
- 26 dicembre - György Hóri, calciatore ungherese (n. 1909)
- 27 dicembre - Lucien Marius Gustave Cayol, ammiraglio francese (n. 1882)
- 27 dicembre - Maria De Unterrichter Jervolino, pedagogista e politica italiana (n. 1902)
- 27 dicembre - Carl Hans Lungershausen, generale tedesco (n. 1886)
- 27 dicembre - Adriano Spilimbergo, pittore italiano (n. 1908)
- 28 dicembre - Raffaele Bagnulo, esperantista e giurista italiano (n. 1879)
- 28 dicembre - Antonio Ferri, ingegnere italiano (n. 1912)
- 28 dicembre - Aleksej Illarionovič Kiričenko, politico e generale sovietico (n. 1908)
- 29 dicembre - Sigurd Lewerentz, architetto svedese (n. 1885)
- 29 dicembre - Tiberiu Popoviciu, matematico rumeno (n. 1906)
- 30 dicembre - Rodolfo Agostini, allenatore di calcio e calciatore italiano (n. 1916)
- 30 dicembre - Hermann Paul Müller, pilota motociclistico tedesco (n. 1909)
- 30 dicembre - Matti Simola, cestista e allenatore di pallacanestro finlandese (n. 1926)
- 31 dicembre - Georges Cuisenaire, pedagogo, insegnante e inventore belga (n. 1891)
- 31 dicembre - Sultan bin Sa'ud Al Sa'ud, principe, militare e dirigente sportivo saudita (n. 1939)